# سیارک ۱۲۸۲۰
سیارک ۱۲۸۲۰ (به انگلیسی: 12820 Robinwilliams، نامگذاری:1996JN6) دوازده هزار و هشتصد و بیستمین سیارک کشف شده‌است که در ۱۱ مه ۱۹۹۶ کشف شد.
قدر مطلق سیارک برابر ۳۳.۸ است.